# رود جراحی

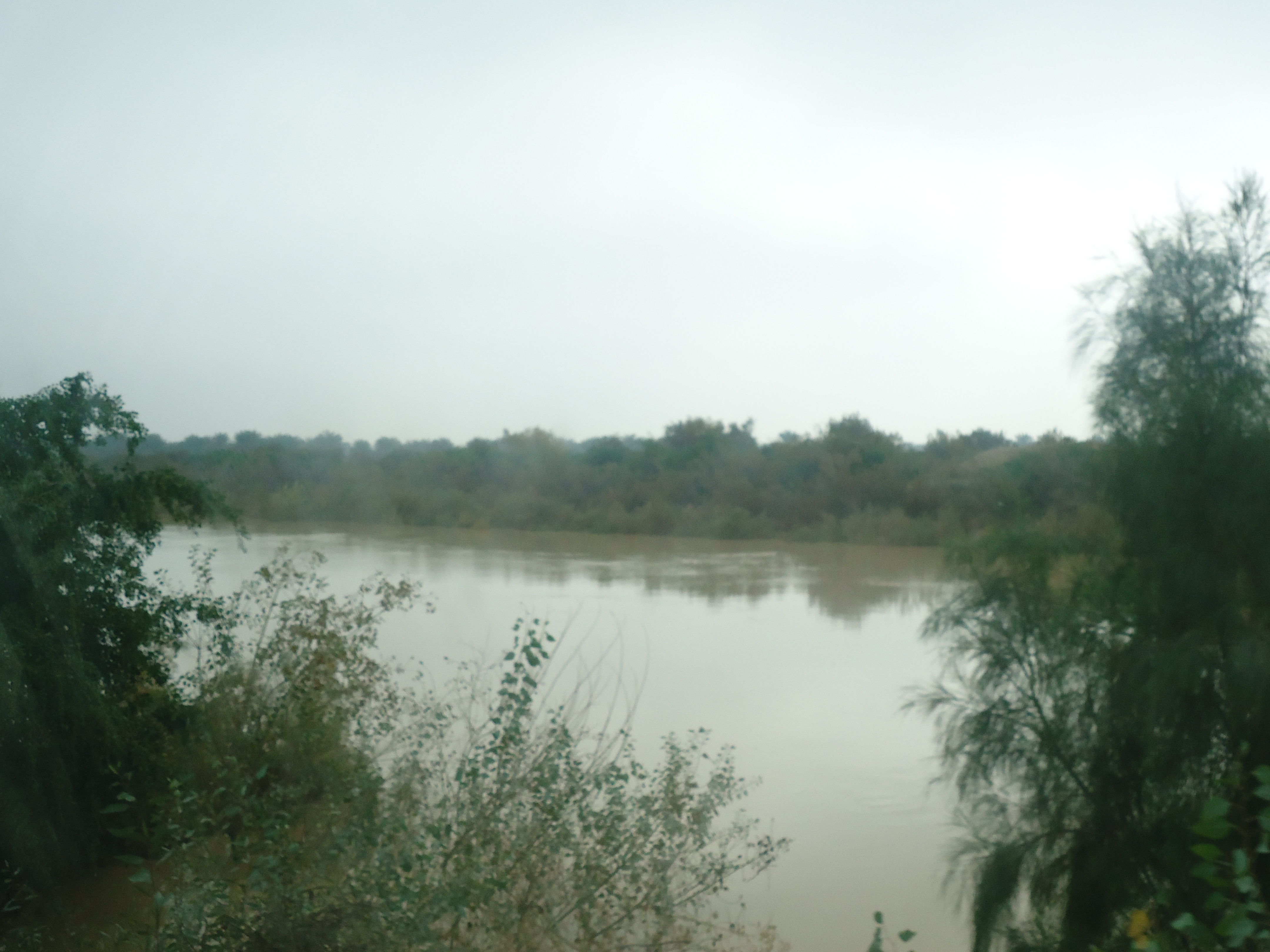
رود جراحی

جَرّاحی یکی از رودهای جنوب غربی ایران در حوضۀ آبریز خلیج فارس و دریای عمان است که در استان‌های خوزستان و کهگیلویه و بویراحمد جریان دارد. این رود با ۴۳۸ کیلومتر طول، به‌عنوان یازدهمین رود طویل ایران شناخته می‌شود.

## رود

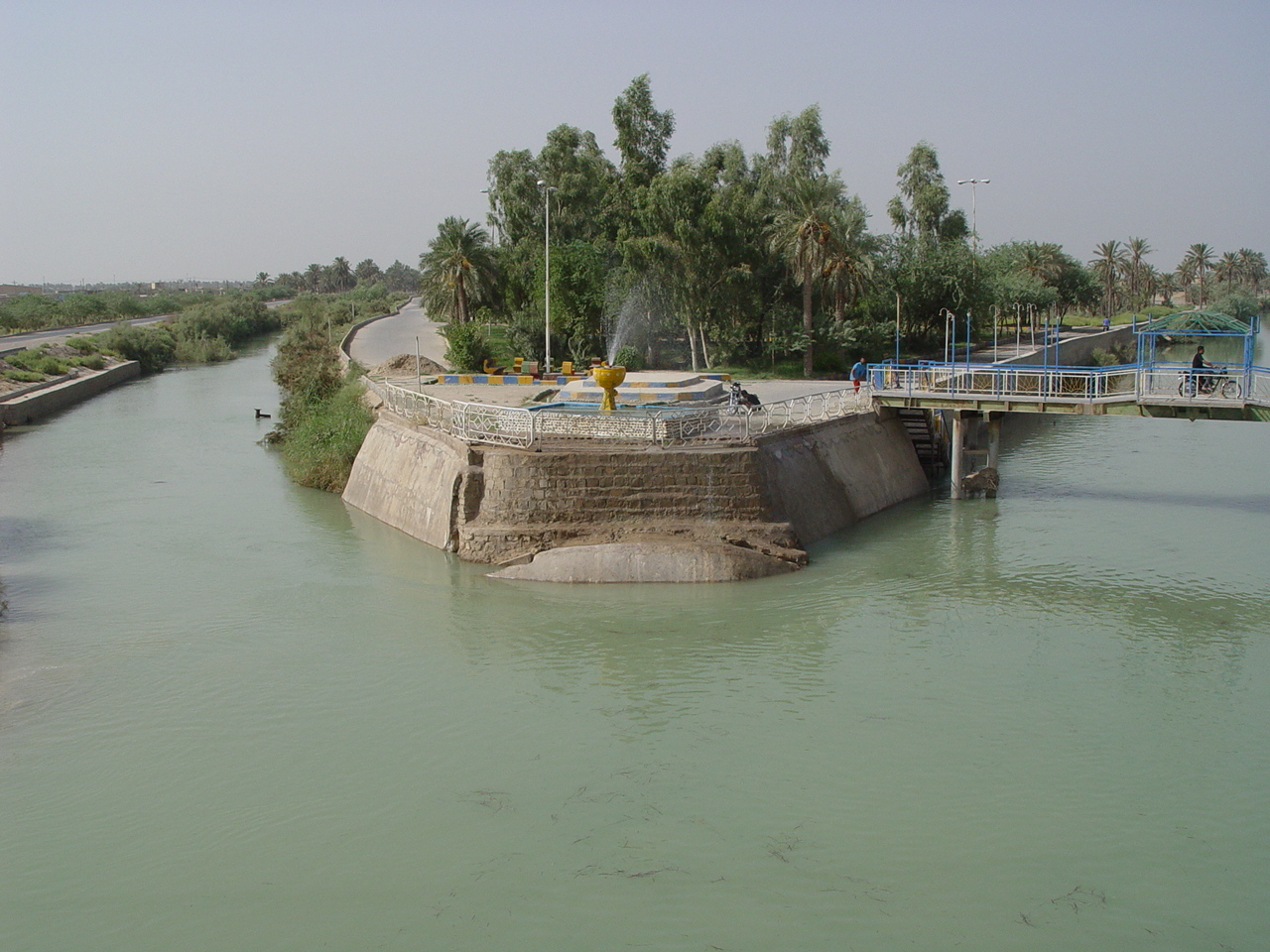
امتداد رود جَرّاحی

َجّراحی یکی از رودهای مهم دائمی در حوضۀ آبریز خلیج فارس و دریای عمان است. این رود به طول حدود ۴۳۸ کیلومتر از کوه‌های راه باریک، سفید و گِل‌گیلَک، از ارتفاع ۲۲۰۰ متری در ۵۳ کیلومتری شمال یاسوج سرچشمه می گیرد و مسیر رود نخست شمال غربی سپس جنوب غربی بعد شمال غربی و در انتهای مسیر جنوب غربی است و در شهرستان‌های کهگیلویه، بهبهان، رامهرمز،رامشیر، بندر ماهشهر، شادگان و خرمشهر جریان می یابد. 
رود جراحی که قسمت اعظم آن در استان خوزستان جریان دارد از تلاقی دو رود عمده به نام‌های مارون و اعلا (االله یا رامهرمز) تشکیل می‌شود. رود مارون و رود اعلا، به ترتیب پس از طی ۳۱۰ و ۱۴۵ کیلومتر از سرچشمه‌شان، پس از تلاقی در مکانی به نام چَم هاشم (در بیست کیلومتری جنوب رامهرمز)، جراحی خوانده می‌شود.
طول رود از محل تلاقی تا مصب آن در خورموسی، ۲۱۰ کیلومتر و از سرچشمۀ رود مارون تا مصب، ۵۲۰ کیلومتر ثبت شده‌است. پهنای رود بین صد تا دویست متر و ژرفای آن در دشت شادگان به طور متوسط دو تا سه متر است. رود جّراحی پس از چم هاشم، در دشت‌های جنوبی رامهرمز جریان می‌یابد و وارد دشت رامشیر می‌گردد. این رود در مناطق پایین‌تر دشت‌ها، به سبب کاهش شیب، در بستر عریض و پرپیچ و خم جریان می‌یابد. رود به سمت غرب جاری می‌شود و پس از آبیاری اراضی شمالی ماهشهر وارد دشت شادگان می‌گردد. در اینجا رود بستر مشخصی ندارد و سیلاب‌های آن در مسیل‌های متعددی جریان می‌یابد. یکی از شاخاب‌های منشعب از آن به نام فلاحیه پس از پیوستن به کارون خلیج فارس میریزد. ادامه جریان اصلی در جهت جنوب و در مسیر جاده ماهشهر ـ آبادان، راه‌آهن اهواز-بندر امام خمینی را قطع می‌کند و وارد دهستان بوزی، در بخش مرکزی شهرستان شادگان شده و در مغرب ماهشهر وارد خورموسی و خلیج فارس می‌شود.
طغیان رود جّراحی تالاب‌های بزرگی، در محل به نام هور، در دشت شادگان ایجاد می‌کند. میانگین آبدهی (دبی) سالانۀ آن ۱/۶۵۰ میلیون متر مکعب در ایستگاه مشراگه است. مساحت حوضۀ آبریز جراحی ۲۴۵ کیلومتر مربع است که حدود ۱۰/۹۱۰ کیلومتر مربع آن را اراضی بلند کوهستانی و ۱۲/۳۲۵ کیلومتر آن را اراضی کوهپایه‌ای و دشتی تشکیل می‌دهند. بهبهان، رامهرمز، رامشیر، هفتگل و باغ‌ملک از شهرهای مهم این حوضه به شمار می‌روند.

## نام‌ها
در گذشته این رود را با نام‌های طاب و نهر طاب، و در منابع جدیدتر با نام‌های تاب تیری، جراحیه و کُردستان نامیده‌اند. همچنین نام دیگر آن وادی ارجان بوده‌است. در زمان سلوکی و اشکانیان هدیفون نام داشته و مهرداد اول اشکانی پس از دمتریوس آنجا را فتح کرد.

## سرچشمه و شاخه‌ها
کوه‌های راه‌باریک، کوه‌سفید و گل‌گیلک سرچشمۀ رود جراحی هستند.